# 프리기아어
프리기아어(Phrygian)는 고전 고대(대략 기원전 8세기부터 기원후 5세기)에 소아시아 지역에서 프리기아인이 사용한 인도유럽어족 언어이다.
어떤 언어학자들은 프리기아어가 그리스어, 아르메니아어, 또는 둘 다와 가까운 관계라고 주장한다. 플라톤은 대화편 《크라틸로스》(410a)에서 몇몇 프리기아어 단어와 그리스어 단어의 비슷함을 지적한 적 있다.

## 새김글
프리기아어는 두 가지 코퍼스를 통해 문증된다. 첫째는 기원전 8세기부터 기원전 4세기까지 나타나는 고(古)프리기아어, 둘째는 기원후 1세기부터 3세기까지 나타나는 신(新)프리기아어이다. 고프리기아어 코퍼스는 지리적으로 미다스 도시(M, W), 고르디온, 중부(C), 비티니아(B), 프테리아, 티아나(T), 다스킬레이온(Dask), 바인디르(Bay), 그리고 “기타”(Dd) 지역에서 발견된 새김글로 나뉜다. 미시아에서 발견된 새김글은 별개의 방언으로 된 것으로 보이며, ‘미시아 s’라 불리는 추가적인 글자를 포함한다.

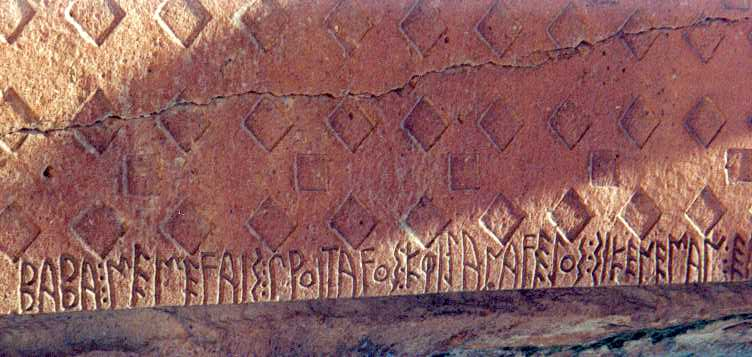
‘미다스 도시’에서 발견된 프리기아어 새김글의 일부. 내용은 다음과 같다. “ΒΑΒΑ: ΜΕΜΕϜΑΙΣ: ΠΡΟΙΤΑϜΟΣ: ΚΦΙJΑΝΑϜΕJΟΣ: ΣΙΚΕΝΕΜΑΝ: ΕΔΑΕΣ” (바바, 조언자, 티아나에서 온 지도자가 이 벽감을 봉헌하였다.)

프리기아어에 대한 마지막 언급은 기원후 5세기에 등장하며, 아마도 7세기 말에는 사멸했을 것이다.
고프리기아어는 페니키아 문자를 변형한 문자를 사용했고(그리스 문자와의 관계는 논란이 있다.), 신프리기아어는 그리스 문자를 사용했다.

## 문법
남아 있는 증거에 따르면 프리기아어는 전형적인 인도유럽어족 언어의 구조를 가지고 있었다. 명사는 적어도 4개의 격, 3개의 성, 단수와 복수의 수에 따라 곡용했다. 동사는 시제, 태, 서법, 인칭, 수에 따라 활용했다. 어떤 단어도 그 모든 굴절형이 문증되지는 않는다.
프리기아어는 고대 그리스어, 인도이란어파, 아르메니아어처럼 접두모음이 나타나는 것으로 보인다. 예를 들어 eberet는 아마도 인도유럽조어 *e-bher-e-t에서 나온 것으로 보인다. (그리스어 épʰere에는 어말 t가 탈락한 형태로 반영되고, 산스크리트어에는 ábharat)로 반영되었다.) 다만 과거형이 아닌 (어쩌면 가정법인) 형태인 ios … addaket ‘~에게 …하는’과 비교해 보면 -et은 인도유럽조어 *-eti에서 왔을 가능성도 있다.

## 음운론
|        | 순음 | 치음 | 치경음 | 경구개음 | 연구개음 |
| ------ | ---- | ---- | ------ | -------- | -------- |
| 비음   | m    | n    |        |          |          |
| 파열음 | p b  | t d  |        |          | k ɡ      |
| 마찰음 |      |      | s      |          |          |
| 파찰음 |      |      | ts dz  |          |          |
| 접근음 | w    |      | l      | j        |          |
| 전동음 |      |      | r      |          |          |

게르만어파에 적용된 그림의 법칙이나, 더 적절하게는 아르메니아조어에서 나타난 것과 비슷한 음운 변화가 프리기아어 파열음에도 적용되었다는 주장이 오래 전부터 제기되었다. 즉, 인도유럽조어 유기음이 유성음으로 변하고, 인도유럽조어 유성음은 무성음으로 변하고, 인도유럽조어 무성음은 유기음으로 변했다는 것이다. Lejeune (1979)과 Brixhe (1984)는 이 가설을 반박했지만 Lubotsky (2004)와 Woodhouse (2006)는 이 가설을 되살려 장애음 계열의 부분적인 추이가 일어났다는 증거가 있다고 주장한다. 즉, 인도유럽조어 유기음이 유성음화되고(*bh > b) 유성음이 무성음화되었다는 것이다(*d > t).
파찰음 ts와 dz는 전설모음 앞의 연구개음에서 나왔다.

## 어휘

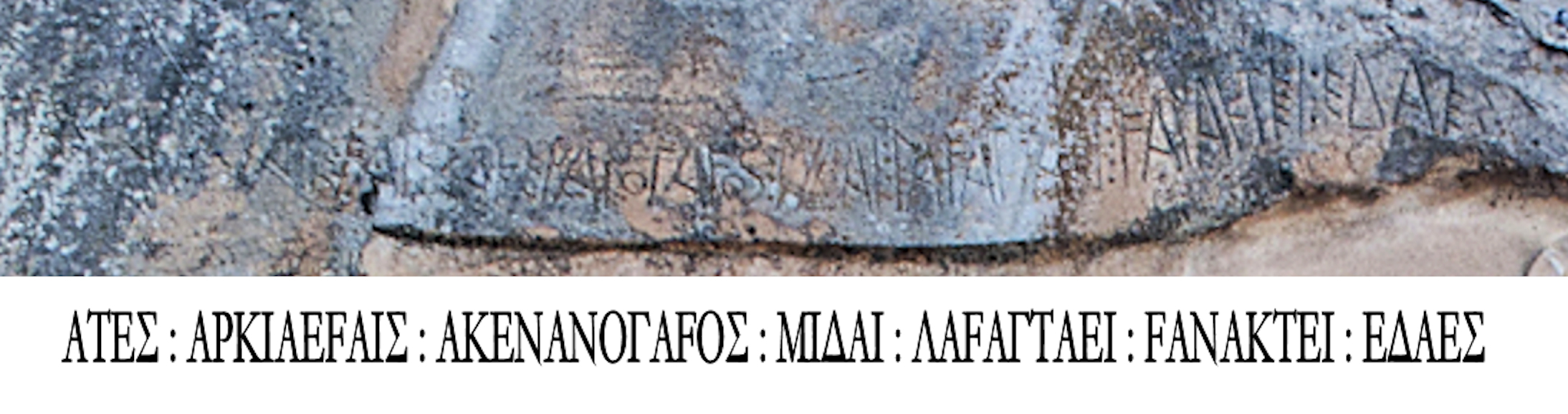
미다스 기념비의 코니스 위에 새겨진 미다스 비문. 내용은 다음과 같다. “Ates.... Midai lavagtaei vanaktei edaes”(아테스가 ... [이 기념비를] 인민의 지도자이자 군주인 미다스에게 바쳤다)

프리기아어는 부분적으로만 문증되고, 프리기아어로 기록된 글은 비교적 수가 적다. 수백 개의 단어가 문증되지만 상당수의 의미와 어원은 알려지지 않았다.
유명한 프리기아어 단어로는 ‘빵’을 뜻하는 bekos가 있다. 헤로도토스의 《역사》(2.2)에 따르면 파라오 프삼티크 1세는 세계에서 가장 오래된 민족과 언어가 무엇인지 알고 싶어했다. 그는 양치기에게 두 아이를 맡기되 아이들이 어떠한 말도 듣지 못하도록 하고, 아이들이 처음으로 하는 말이 무엇인지 보고하라고 하였다. 2년 뒤에 양치기는 자기가 아이들의 방에 들어가자 아이들이 그에게 와서 손을 내밀며 ‘베코스’(bekos)라 말하더라고 보고했다. 파라오는 이것이 프리기아어로 ‘밀로 만든 빵’이라는 뜻임을 알게 되었고, 그 뒤로 이집트인들은 프리기아인이 자신들보다 오래된 민족임을 인정하게 되었다는 것이다. bekos라는 단어는 묘비에 새겨진 고프리기아어 새김글에도 여러 번 나타난다. 이 단어는 영어 bake(< 인도유럽조어 *bʰeh₃g-)와 동근일 가능성이 있다. 히타이트어와 루위어(이 둘은 프리기아어의 형태론에도 영향을 주었다), 갈라티아어, 그리스어가 프리기아어 어휘에 영향을 끼쳤다.
알렉산드로스의 클레멘스에 따르면 오르페우스교 의식에 ‘물’을 뜻하는 프리기아어 단어인 bedu(βέδυ)가 나타난다(인도유럽조어 *wed-).
그리스어의 신 이름 제우스(Zeus)는 프리기아어에 Ti-라는 어간의 형태로 나타난다. (속격 Tios = 그리스어 Dios, 보다 이전의 *Diwos에서 왔으며 주격형은 문증되지 않는다.) 이는 ‘신, 신격’이라는 보다 일반적인 뜻을 지녔을 수도 있다. tiveya는 ‘여신’을 의미했을 가능성이 있다. 프리기아어에서 *d가 t로 변하고 *w가 o 앞에서 사라지는 변화는 규칙적이었던 것으로 보인다. 비잔티움의 스테파노스는 기록하기를, 데모스테네스에 따르면 비티니아에서는 제우스를 Tios라 부른다고 했다.
신의 이름일지도 모르는 다른 단어로는 bago-가 있다. (참고: 고대 페르시아어 baga-, 슬라브조어 *bogъ ‘신’) 이 단어는 G-136에서 단수 대격 형태인 bag̣un으로 나타난다. 미셸 르죈은 이 단어가 ‘선물, 봉헌’이라는 뜻의 *bʰagom이라고 본다(인도유럽조어 *bʰag- ‘나누다, 배분하다’). 그러나 알렉산드리아의 헤시키오스는 ‘프리기아의 제우스인 바가이오스’(Βαγαῖος Ζεὺς Φρύγιος)를 언급하며 그 이름을  δοτῆρ ἑάων ‘좋은 것을 주는 자’로 풀이한다.

## 같이 보기
- 고대 발칸 제어
- 고대 마케도니아어
- 트라키아어
- 다키아어
- 그리스어
- 그리스프리기아어파

## 추가 문헌
- Brixhe, Claude. "Du paléo- au néo-phrygien". In: Comptes rendus des séances de l'Académie des Inscriptions et Belles-Lettres, 137ᵉ année, N. 2, 1993. pp. 323-344. doi:10.3406/crai.1993.15216
- Lamberterie, Charles de. "Grec, phrygien, arménien: des anciens aux modernes". In: Journal des savants, 2013, n°. 1. pp. 3-69. doi:10.3406/jds.2013.6300
- Lejeune, Michel. "Notes paléo-phrygiennes". In: Revue des Études Anciennes. Tome 71, 1969, n°3-4. pp. 287-300. doi:10.3406/rea.1969.3842
- Obrador-Cursach, Bartolomeu. "On the place of Phrygian among the Indo-European languages". In: Journal of Language Relationship (Вопросы языкового родства). 17/3 (2019).  pp. 233-245.
- Orsat Ligorio & Alexander Lubotsky. “Phrygian”, in Handbook of Comparative and Historical Indo-European Linguistics. Vol. 3. Eds. Jared Klein, Brian Joseph, & Matthias Fritz. Berlin: De Gruyter Mouton, 2018, pp. 1816–31.
- Woodhouse, Robert. “An overview of research on Phrygian from the nineteenth century to the present day”, Studia Linguistica Universitatis Iagellonicae Cracoviensis 126 (2009): 167-188. DOI 10.2478/v10148-010-0013-x.